# Internationaler Tag der Familie
Der Internationale Tag der Familie ist ein offizieller Gedenktag der Vereinten Nationen. Er findet jährlich am 15. Mai statt.

## Geschichte
Er wurde 1993 durch die Entschließung RES/47/237 eingeführt. Alljährlich macht der Generalsekretär der UN auf das jeweilige geltende Motto aufmerksam. Dieses lautete ab 1996:
- 2024 – Families and Climate Change – International Year of the Family + 30
- 2023 – Families and Demographic Change
- 2022 – Families and Urbanization
- 2021 – Families and New Technologies
- 2020 – Families in Development: Copenhagen & Beijing + 25
- 2019 – Families and Climate Action: Focus on SDG13
- 2018 – Families and inclusive societies
- 2017 – Families, education and well-being
- 2016 – Families, healthy lives and sustainable future
- 2015 – Men in charge? Gender equality and children’s rights in contemporary families
- 2014 – Families Matter for the Achievement of Development Goals; International Year of the Family + 20
- 2013 – Advancing Social Integration and Intergenerational Solidarity
- 2012 – Ensuring work family balance
- 2011 – Confronting Family Poverty and Social Exclusion
- 2010 – The impact of migration on families around the world
- 2009 – Mothers and Families: Challenges in a Changing World
- 2008 – Fathers and Families: Responsibilities and Challenges
- 2007 – Families and Persons with Disabilities
- 2006 – Changing Families: Challenges and Opportunities
- 2005 – HIV/AIDS and Family Well-being
- 2004 – The Tenth Anniversary of the International Year of the Family: A Framework for Action
- 2003 – Preparations for the observance of the Tenth Anniversary of the International Year of the Family in 2004
- 2002 – Families and Ageing: Opportunities and Challenges
- 2001 – Families and Volunteers: Building Social Cohesion
- 2000 – Families: Agents and Beneficiaries of Development
- 1999 – Families for all ages
- 1998 – Families: Educators and Providers of Human Rights
- 1997 – Building Families Based on Partnership
- 1996 – Families: First Victims of Poverty and Homelessness